# NGC 2394
NGC 2394 est un vieil amas ouvert, situé dans la constellation du Petit Chien. Il a été découvert par l'astronome germano-britannique William Herschel en 1785. Selon Steinicke, NGC 2394 est un groupe d'étoiles.
NGC 2394 est à environ 660 pc (∼2 150 al) du système solaire et les dernières estimations donnent un âge de 1,1 milliard d'années. Il est constitué d'environ 140 étoiles et sa métallicité mesurée est de [FejH]= 0.0 ± 0.2 dex.